# 角田村 (福岡県)
角田村（すだむら）は、福岡県築上郡にあった村。現在の豊前市の一部。

## 地理
- 河川：角田川[1]

## 歴史
- 1889年（明治22年）4月1日 - 町村制の施行により、築城郡松江村、畠中村、中村、馬場村、畑村が合併して村制施行し、角田村が発足[1][2]。
- 1896年（明治29年）4月1日 - 郡の統合により築上郡の所属となる[1][3]。
- 1902年（明治35年）- 松江漁業組合設立[1]
- 1915年（大正4年）- 角田信用組合設立[1]
- 1955年（昭和30年）4月10日 - 築上郡八屋町、山田村、千束村、三毛門村、黒土村、横武村、合河村、岩屋村と合併し宇島市を新設して廃止された[1][2]。